# 影音包廂

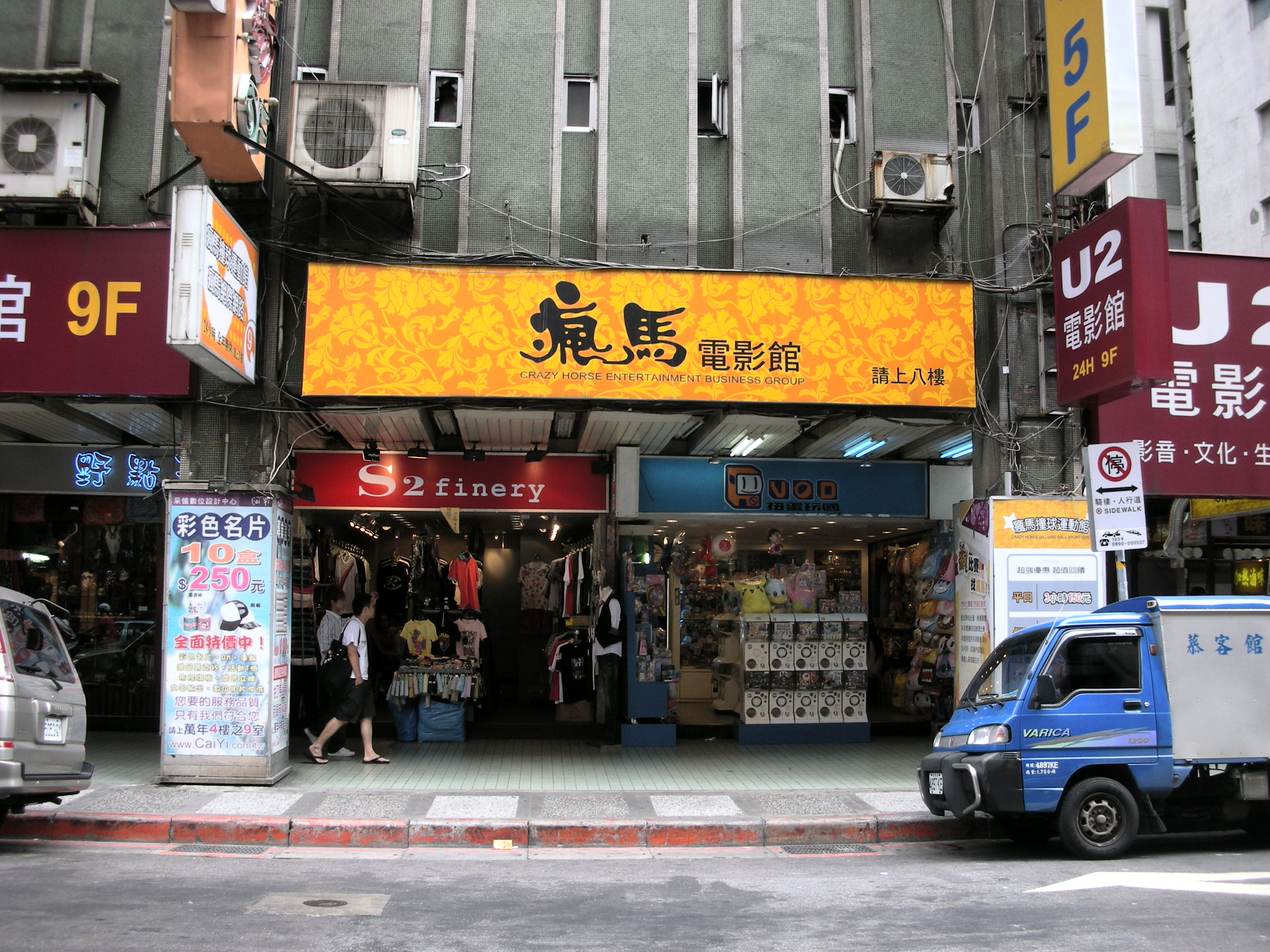
西門町的影音包廂業者直到2010年代後還在經營

MTV（起源於Movie TV，「播放電影的電視機」之意，又稱為影音包廂）是一種在1980年代時於台灣流行一時的休閒娛樂產業。雖然這類商店並沒有一個非常公認的中文稱呼，但有一些人稱呼其為「影音包廂」，起因於這類包廂通常都是在裡面播放以錄影帶或雷射影碟（LD）作為儲存媒介的影音媒體（大部分是電影），而且包廂化的營運型態也是這類商店之所以迥異於一般二輪電影院的關鍵。
雖然MTV這種場所的命名與當時還習慣稱為MTV的音樂錄影帶或美國的音樂電視網MTV一樣，但前者與後兩者之間實際上是沒有太多關聯性的。

## 簡介
MTV的主要營業型態非常簡單，就是將一個商業空間隔成非常多獨立的包廂，每個包廂中都有一套電視與放影機設備（後期也逐漸更換成如LD、VCD或DVD之類的數位播放設備）與沙發。顧客進入MTV後可以先在前方櫃檯處租選一張想看的電影，然後進入包廂中觀賞，通常在MTV中租看影片時店家會贈送飲料，或是可以額外點購其他的飲品與餐點。相較於公共場合的電影院，在MTV觀賞電影擁有較高度的隱私自由，而且不似電影院得隨時顧及公共場所的秩序問題，三五好友可以一同在MTV中嬉鬧而廣受年輕人歡迎。因此，MTV在推出之後於短短的時間內就馬上變成年輕學子的主要娛樂消遣去處。
然而，由於私人包廂的隱密性，卻帶來不少延伸的問題，例如早期的MTV包廂並沒有規定不能上鎖，結果變成許多付不起高額旅館住房費用的年輕情侶鎖上門後進行性行為的替代場所。除此之外，MTV也成為像是性侵害事件或是性交易的發生場所，雖然政府後來以公共安全的理由禁止MTV包廂配鎖，但MTV仍然是以合法營業場所的身份，滋生非法事件的社會暗角。
進入1990年代以後，由於像是家用雷射影碟播放器（LD Player）之類設備的普及化與有線電視上電影頻道的興起，越來越少顧客願意到MTV中消費，而以在家觀賞出租影片作為替代，使得MTV產業逐漸式微。不過正巧就在1989年時，有廠商參考了在日本非常流行的卡拉OK之概念，結合卡拉OK的伴唱娛樂功能與MTV包廂的隱私特性，推出「KTV」這種嶄新的營業型態（KTV這名詞原本就是結合了Karaoke與MTV兩個名詞而新創的），又掀起另外一波流行。許多原本的MTV業者以既有的設備稍事改良後，改為KTV的營業型態，但今日仍有極少數的MTV仍在持續經營，並沒有真的完全消失。